# Texture11
『Texture11』は、Koji Nakamura/Nyantoraのアルバム。2017年3月5日にMeltintoより発売された。

## 解説
SUPERCARのフロントマンである中村弘二がKoji Nakamura/Nyantora両名義で制作しているCD-Rシリーズ「Texture」の第11弾。
中村のオンラインショップ「Meltinto」や、ライブ会場で販売されている。
ジャケットのスタンプの色は緑、色紙は青。
2020年1月7日に収録曲全ての曲名が発表された。

## 収録曲
1. Bass
2. Unknown Test
「Texture Web2」にも収録された。後にショートPVが中村の公式Twitterで公開された。
3. Lakshumi
4. Drugs
5. Scul
6. 821
7. Melody
8. Bye
PVが中村の公式Twitterで公開されている。
9. Baby
10. 911
音源がSoundCloudで公開されている。Texture Webにも収録された。

全作曲・編曲：中村弘二